# Geléböna

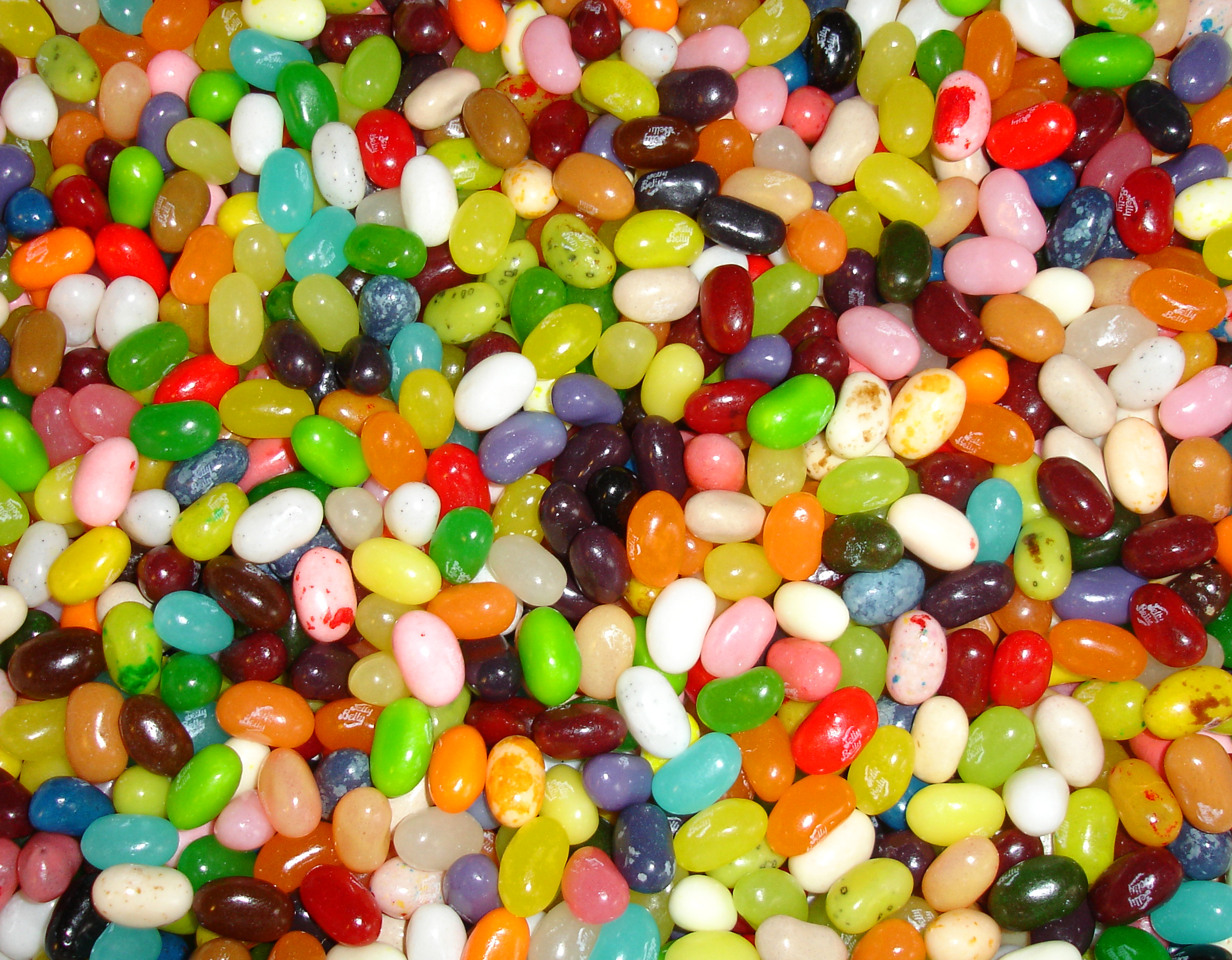
Gelébönor

Gelébönor är en sorts bönformat godis med ett mjukt skal och gelé inuti. Gelébönor finns i olika färger och smaker. De består huvudsakligen av socker.
Det amerikanska företaget Jelly Belly Candy Company har tillverkat gelébönan Jelly Belly Bean sedan 1976. Den finns i 50 originalsmaker och exporteras till över 20 länder, bland annat Sverige. Jelly Belly var först med att ge sina gelébönor andra smaker än fruktsmaker. Det tar 7-21 dagar för företaget att tillverka en enda geléböna.